# Panhard VBL
Panhard VBL (oficiálně francouzsky “Véhicule Blindé Léger“) je francouzské kolové, obojživelné průzkumné vozidlo a stíhač tanků. Vozidlo s pohonem všech kol na počátku 80. let navrhla firma Panhard k provádění průzkumných misí. Francouzská armáda ho využívá od roku 1990.
Vozidlo je vybaveno střelami MILAN, aby se mohlo účinně střetnout s tankem, a 0,5palcovým nebo 7,62mm kulometem. Pneumatiky Michelin dovolují jet i po proděravění rychlostí 30 km/h do vzdálenosti 50 km. Je pancéřováno a chráněno proti útokům jaderných, radiologických, biologických i chemických zbraní.